# Монтелукаст
Монтелукаст (сингуляр, синглон, монтелар) — антилейкотриеновый препарат.

## Фармакологическое действие
Антагонист лейкотриеновых рецепторов. Монтелукаст селективно ингибирует CysLT1-рецепторы цистеиниловых лейкотриенов (LTC4, LTD4, LTE4) эпителия дыхательных путей, а также предотвращает у больных бронхиальной астмой бронхоспазм, обусловленный вдыханием цистеинилового лейкотриена LTD4. Дозы 5 мг достаточно для купирования бронхоспазма, индуцированного LTD4. Применение монтелукаста в дозах, превышающих 10 мг 1 раз/сут, не повышает эффективность препарата.
Монтелукаст вызывает бронходилатацию в течение 2 ч. после приёма внутрь и может дополнять бронходилатацию, вызванную бета2-адреномиметиками.

## Применение
Профилактика и длительное лечение бронхиальной астмы у взрослых, включая:
— предупреждение дневных и ночных симптомов заболевания;
— лечение бронхиальной астмы у пациентов с повышенной чувствительностью к ацетилсалициловой кислоте;
— предупреждение бронхоспазма, вызванного физической нагрузкой.
Купирование дневных и ночных симптомов сезонных аллергических ринитов (у взрослых) и постоянных аллергических ринитов (у взрослых).

### С осторожностью
При беременности и в период лактации. Осторожность следует соблюдать у больных с нарушениями функции печени. В связи с индукцией микросомальных ферментов печени цитохром P450 следует учитывать уменьшение активности ряда лекарственных средств: теофиллина, кумариновых антикоагулянтов, терфенадина и др.

### Противопоказания
Повышенная чувствительность к монтелукасту.

## Побочные эффекты
Со стороны нервной системы и органов чувств: необычные яркие сновидения, галлюцинации, сонливость, раздражительность, возбуждение, включая агрессивное поведение, утомляемость, бессонница, парестезии/гипестезии, головная боль; очень редко — судорожные припадки.
Со стороны органов ЖКТ: тошнота, рвота, диспепсия, диарея, боль в животе.
Со стороны опорно-двигательного аппарата: артралгия, миалгия, включая мышечные судороги.
Аллергические реакции: анафилаксия, ангионевротический отек, сыпь, зуд, крапивница; очень редко — эозинофильные инфильтраты печени.
Прочие: тенденция к усилению кровоточивости, образованию подкожных кровоизлияний, сердцебиение, отеки, гриппоподобный синдром, кашель, инфекции верхних дыхательных путей: синусит, фарингит, повышение уровня трансаминаз.